# Muszlowiec duży
Muszlowiec duży (Lepidiolamprologus meeli) – endemiczny gatunek słodkowodnej ryby z rodziny pielęgnicowatych (Cichlidae). Często zaliczany do rodzaju Neolamprologus. Bywa hodowany w akwariach.

## Występowanie
Piaszczysty litoral w południowej części jeziora Tanganika w Afryce, na głębokości 0,5–20 m. 

## Opis
Ciało wydłużone, jasnobrązowe z nieregularnymi ciemnymi plamami, duży otwór gębowy. Niezbyt spokojne, czasem płochliwe ryby. Agresję okazują w okresie rozrodu. 

## Dymorfizm płciowy
Trudny do odróżnienia, samce zazwyczaj są większe od samic, u samiczek zaokrąglone końce płetw grzbietowej i odbytowej. Samce osiągają ok. 8 cm, samiczki do około 5 cm. Same dobierają się w pary. 

## Warunki w akwarium
| Zalecane warunki w akwarium | Zalecane warunki w akwarium                                            |
| --------------------------- | ---------------------------------------------------------------------- |
| Zbiornik                    | minimum 60 cm dla jednej lub dwu par, piaszczyste dno, muszle ślimaków |
| Temperatura wody            | 25–26 (max. 28) °C                                                     |
| Twardość wody               | twarda 8–25°n                                                          |
| Skala pH                    | 7,5–8,5                                                                |
| Pokarm                      | drobny żywy, mrożony i suchy                                           |

## Rozmnażanie
Za swoją kryjówkę i miejsce rozrodu obierają pustą muszlę ślimaków. Samica składa w muszli do 70 ziaren ikry. Larwy wykluwają się po ok. 3 dniach, a po kolejnych 8 dniach narybek rozpoczyna samodzielne żerowanie. Ikrą i narybkiem opiekuje się samica.